# 22e étape du Tour de France 1953
Pour un article plus général, voir Tour de France 1953.
La 22e étape du Tour de France 1953 est une course cycliste française qui constitue la dernière étape du 40e Tour de France.
La course s'est déroulée le dimanche 26 juillet, part de Montluçon et arrive à Paris pour une distance de 328 kilomètres. L'étape est remportée par l'Italien Fiorenzo Magni. Le Français Louison Bobet conserve la tête du classement général et remporte le Tour de France.

## Classement de l'étape
| \| Classement de l'étape \| Classement de l'étape \| Classement de l'étape \| Classement de l'étape \| Classement de l'étape \| \| Coureur \| Coureur \| Pays \| Équipe \| Temps \| \| --------------------- \| --------------------- \| --------------------- \| --------------------- \| --------------------- \| \| 1er \| Fiorenzo Magni \| Italie \| Ganna-Ursus \| \| \| 2e \| Mario Baroni \| Italie \| \| \| \| 3e \| Jean Forestier \| France \| \| \| \| 4e \| Hilaire Couvreur \| Belgique \| \| \| \| 5e \| Joseph Morvan \| France \| \| \| \| 6e \| Bernard Gauthier \| France \| Mercier-Hutchinson \| \| \| 7e \| Umberto Drei \| Italie \| \| \| \| 8e \| Pierre Molinéris \| France \| \| \| \| 9e \| Gerrit Voorting \| Pays-Bas \| Peugeot-Dunlop \| \| \| 10e \| Antonin Rolland \| France \| \| \| |                  |          |                    |       |
| |                  |          |                    |       |
| |                  |          |                    |       |
| Classement de l'étape |                  |          |                    |       |
| Coureur | Coureur          | Pays     | Équipe             | Temps |
| 1er | Fiorenzo Magni   | Italie   | Ganna-Ursus        |       |
| 2e | Mario Baroni     | Italie   |                    |       |
| 3e | Jean Forestier   | France   |                    |       |
| 4e | Hilaire Couvreur | Belgique |                    |       |
| 5e | Joseph Morvan    | France   |                    |       |
| 6e | Bernard Gauthier | France   | Mercier-Hutchinson |       |
| 7e | Umberto Drei     | Italie   |                    |       |
| 8e | Pierre Molinéris | France   |                    |       |
| 9e | Gerrit Voorting  | Pays-Bas | Peugeot-Dunlop     |       |
| 10e | Antonin Rolland  | France   |                    |       |

## Classement général à l'issue de l'étape
| \| Classement général \| Classement général \| Classement général \| Classement général \| Classement général \| \| Coureur \| Coureur \| Pays \| Équipe \| Temps \| \| ------------------ \| ------------------ \| ------------------ \| --------------------- \| ------------------ \| \| 1er \| Louison Bobet \| France \| \| \| \| 2e \| Jean Malléjac \| France \| \| \| \| 3e \| Giancarlo Astrua \| Italie \| Atala \| \| \| 4e \| Alex Close \| Belgique \| \| \| \| 5e \| Wout Wagtmans \| Pays-Bas \| Locomotief-Vredestein \| \| \| 6e \| Fritz Schär \| Suisse \| \| \| \| 7e \| Antonin Rolland \| France \| \| \| \| 8e \| Nello Lauredi \| France \| \| \| \| 9e \| Raphaël Geminiani \| France \| \| \| \| 10e \| François Mahé \| France \| \| \| |                   |          |                       |       |
| |                   |          |                       |       |
| |                   |          |                       |       |
| Classement général |                   |          |                       |       |
| Coureur | Coureur           | Pays     | Équipe                | Temps |
| 1er | Louison Bobet     | France   |                       |       |
| 2e | Jean Malléjac     | France   |                       |       |
| 3e | Giancarlo Astrua  | Italie   | Atala                 |       |
| 4e | Alex Close        | Belgique |                       |       |
| 5e | Wout Wagtmans     | Pays-Bas | Locomotief-Vredestein |       |
| 6e | Fritz Schär       | Suisse   |                       |       |
| 7e | Antonin Rolland   | France   |                       |       |
| 8e | Nello Lauredi     | France   |                       |       |
| 9e | Raphaël Geminiani | France   |                       |       |
| 10e | François Mahé     | France   |                       |       |